# Pseudoxyrhopus imerinae
Espèce
Synonymes
- Coronella microps Boulenger, 1888
- Liophis imerinae Günther, 1890

Statut de conservation UICN

 NT  : Quasi menacé
Pseudoxyrhopus imerinae est une espèce de serpents de la famille des Lamprophiidae. 

## Répartition
Cette espèce est endémique de Madagascar. Elle se rencontre jusqu'à 2 200 m d'altitude.

## Description
L'holotype de Pseudoxyrhopus imerinae mesure environ 460 mm. Cette espèce a la face dorsale brune et la face ventrale gris noirâtre.

## Étymologie
Son nom d'espèce lui a été donné en référence au lieu de sa découverte, le district forestier à l'est d'Imerina.

## Publication originale
- Günther, 1890 : Tenth Contribution to the Knowledge of the Fauna of Madagascar. Annals and magazine of natural history, ser. 6, vol. 5, p. 69-72 (texte intégral).